# Mikey Garcia
Miguel Angel Garcia (Ventura, California, 15 de diciembre de 1987) es un exboxeador estadounidense que compitió desde el 2006 hasta el 2022. Donde fue campeón mundial en 4 divisiones de peso, las cuales fueron: Pluma, Superpluma, Ligero, Superligero. Fue entrenado por su padre, Eduardo García y el excampeón mundial, su hermano Roberto García. Anunció su retiro en el 2022 mediante sus redes sociales

## Primeros años
La familia García proviene de Urequio un pequeño Pueblo/Rancho del Municipio de Panindicuaro en el estado de Michoacán México. Su padre, Eduardo García, fue un boxeador amateur y entrenador del excampeón mundial Fernando Vargas en el gimnasio La Colonia Youth Boxing Club. Y también es sobrino del gran Boxeador Amateur [Anastacio Alcaraz García] quien disputó el puesto para asistir en 1972 a los Olympicos en Alemania, pero lastimosamente se vio afectado por la enfermedad llamada DENGUE. La cual lo afecto bastante y terminó por deshidratarlo y no poder estar en buen estado físico para poder pelear la final y así decidir quien sería el boxeador que representaría a México en la división de Boxeo Amateur. Su hermano mayor, Robert García, fue boxeador profesional y campeón mundial de peso superpluma de la IBF, título que perdió ante Diego Corrales. El hermano mayor, Daniel, fue también boxeador y fue entrenador del excampeón wélter Víctor Ortiz.
Miguel Ángel se graduó de la Academia de Policías del condado de Ventura, California. También tuvo un programa de televisión en el canal American Latino TV, de la cadena ABC, en el cual hablaba sobre cómo se debe balancear el tiempo entre los estudios y el boxeo.

## Carrera amateur
Miguel inició su carrera amateur a los catorce años, llegando a derrotar al actual campeón de The Ring del WBC y de la WBA de peso ligero, Danny García. Ganó medalla de oro en el Campeonato Nacional Juvenil Guantes de Oro de 2004 y en el Campeonato Nacional de la Liga Atlética de Policías del 2005.

## Carrera profesional

### Peso pluma
García es conocido como un peleador paciente, con buen poder en los puños y con una guardia diestra natural, aunque a veces le gusta cambiar a guardia zurda durante sus combates. Inició su carrera profesional en 2006, firmando con la empresa Top Rank, propiedad del magnate Bob Arum.
En abril de 2010, Miguel derrotó al veterano Tomás Villa por TKO en el primer episodio, para ganar el campeonato pluma de la Asociación de Boxeo de los Estados Unidos (USBA). Luego de tres combates más, regresaría en 2011 para enfrentarse al entonces invicto Matt Remillard. En esa pelea, García ganaría por rendición en el décimo asalto, para obtener así el título pluma NABO de la WBO. Esa también sería la última pelea donde comentaría el periodista deportivo Nick Charles, el cual moriría de cáncer pocos días después.
Para su próxima pelea, HBO le pediría a García que rechazara una oportunidad por el título mundial contra el entonces campeón de la IBF Billy Dib, para así poder pelear ante Rafael Guzmán en la cartelera de Julio César Chávez, Jr. contra Sebastian Zbik. Después de ganar aquel combate, García envió sus mejores deseos al excampeón Genaro Hernández, quien estaba luchando contra el cáncer; este moriría pocos días después. Algunos meses más tarde, García se enfrentaría a Juan Carlos Martínez en el Madison Square Garden de Nueva York, al cual derrotaría por TKO.

#### Contra Salido
Para 2012, Miguel pelearía tres veces más, ganando todos sus combates por nocaut, por lo que para el 2013 había obtenido la oportunidad de ir por el título mundial pluma de la WBO contra el entonces campeón y clasificado número 1 por The Ring, Orlando Salido. La pelea se llevaría a cabo el 19 de enero en el Madison Square Garden. Durante el combate, García dominó desde el principio, manteniendo distanciado a Salido con un potente jab, logrando derribarlo hasta en cuatro ocasiones entre los primeros asaltos, lo cual le daría una amplia ventaja en las tarjetas. En el octavo asalto, Salido le propinaría un cabezazo accidental a García, fracturándole la nariz, por lo que la pelea tuvo que ser detenida, decretándose así una decisión técnica y yéndose a las tarjetas, en donde García ganó por amplia ventaja, obteniendo así su primer título mundial.

#### Contra López
La primera defensa de su título pluma estaba programada para el 15 de junio en Dallas, contra el excampeón del mismo título, el boricua Juan Manuel López; no obstante, el día anterior a la pelea, García no lograría dar el peso de la división, superando en 2 libras dicha categoría, por lo que la WBO tuvo que despojar a este de su título y ponerlo como vacante solo para López en caso de que este ganase. Durante la pelea, ambos boxeadores iniciaron a un mismo nivel para el primer asalto; sin embargo, a partir del segundo asalto, García empezaría a demostrar su superioridad, logrando enviar a la lona a su oponente; para el tercer asalto, la pelea se volvería a emparejar un poco, pero durante el cuarto asalto, un potente golpe de derecha por parte de García pondría en malas condiciones a López, y combinado con otro golpe de izquierda del mexicoestadounidense, enviaría por segunda vez a la lona al boricua, aunque este logró ponerse de pie, pero mostrándose en mal estado, por lo que el réferi tuvo que detener el combate. Con esta victoria, García solo retenía su título The Ring, mencionando que su siguiente pelea sería en la división superpluma.

#### Contra Martínez
Luego de haber sido despojado de su título pluma; García comentaba que su siguiente pelea iba a ser por el título superpluma de la WBO contra el de Puerto Rico, Román Martínez. La pelea se pactaría después de que la WBO iba a mandar a la pelea a subasta, puesto que no había un acuerdo entre ambos boxeadores; finalmente, la pelea se llevaría a cabo el 9 de noviembre en Texas. Durante el combate, Martínez sería levemente superior a Mickey durante el primer round, incluso un descuido de este durante el segundo round, le costaría la primera caída en su carrera profesional, ya que Román lograría conectar un golpe de izquierda al mentón de García. Sin embargo, a partir del tercer asalto, Mickey empezaría mostrar una clara superioridad; logrando conectar potentes golpes, que el puertorriqueño lograba aguantar, no sería hasta el octavo round, que una combinación de golpes hacia la cabeza de Martínez y un potente gancho de izquierda final al hígado de este, lograrían enviarlo a la lona; luego de no poder levantarse a la cuenta de diez; la pelea terminaría con victoria a favor de García por KO. Con lo que se hacía acreedor del cinturón de campeón mundial de la WBO en la categoría superpluma.

#### Contra Zlaticanin
El 28 de enero de 2017, en el MGM Grand de Las Vegas, retaría por el Título Mundial de peso ligero del WBC al invicto campeón, el montenegrino Dejan Zlaticanin. Durante el combate se vería a un García cuidadoso, sin descuidar la guardia y lanzando golpes en los momentos precisos, un ascendente de derecha durante el tercer round desestabilizaría a su rival, para luego inmediatamente lanzar un potente golpe de derecha que terminaría dejando inconsciente al de Montenegro, el cual tardaría varios minutos en poder recuperarse. De esa forma García obtiene su tercer título mundial en distintas divisiones y elevaría su ratio de nocauts a 83.3 %.

#### Contra Broner
El 29 de julio de 2017, enfrenta al estadounidense Adrien Broner, en una pelea de debut en la división superligera. En el encuentro aparecería un Broner cauteloso, que mantuvo la guardia siempre arriba, y a quién pocos golpes podían atinarle; no obstante si bien la pelea sería mayormente favorable a García, Broner también ser vería bien durante partes de ésta. Finalmente la pelea llegaría la decisión por tarjetas donde Mikey obtendría la victoria de forma unánime.

#### Contra Lipinets
El 14 de diciembre de 2017, RingTV.com anunció que García desafiaría al recientemente coronado campeón de peso superligero de la FIB Sergey Lipinets (13-0, 10 KOs) el 10 de febrero de 2018 en Showtime. Según los primeros informes, la pelea probablemente tendría lugar en el Alamodome en San Antonio, Texas. El presidente del WBC, Sulaiman, anunció que García mantendría su título de peso ligero sin importar el resultado. Unos días más tarde, la pelea fue reprogramada para llevarse a cabo el 10 de marzo. La pelea se mantendría en San Antonio, sin embargo, se anunció el Freeman Coliseum como el nuevo lugar.
García derribó a Lipinets en el séptimo asalto, camino a convertirse en campeón mundial de cuatro pesos por decisión unánime después de 12 asaltos. Las tarjetas finales fueron 116-111, 117-110 y 117-110 a favor de García. Lipinets aterrizó los golpes más duros. García entró a la pelea con un plan de juego sabiendo que Lipinets era el hombre más grande, utilizó diferentes ángulos detrás de su jab y se mantuvo paciente. Un gancho de izquierda a la cara de Lipinets lo derribó por primera vez en su carrera profesional. Lipinets logró levantarse y terminar el asalto con las piernas firmes. CompuBox Stats mostró que García conectó 169 de 679 golpes totales (25%) y Lipinets conectó 144 de sus 509 lanzados (28%). García conectó el 46% de sus golpes de poder; 92 a los 73 de Lipinets. Con la victoria, García se unió a Manny Pacquiao y Juan Manuel Márquez como los únicos púgiles en la historia en ganar títulos de 126, 130, 135 y 140 libras.

### Peso Wélter

#### Contra Errol Spence Jr.
El 31 de julio de 2018, el FIB ordenó a García que defendiera su título recién ganado contra el retador obligatorio Richard Commey, con un acuerdo que se alcanzará antes del 30 de agosto. Luego, el campeón de la FIB, Easter, recibió la orden de luchar contra Commey antes del 30 de marzo de 2018, sin embargo, la FIB otorgó una excepción para la pelea de unificación de Easter vs García, siempre que el ganador cumpliera su obligación a continuación. El 19 de octubre, Commey tuiteó que la FIB había ordenado que la pelea se realizara a las ofertas de cartera ya que García no había firmado su parte del contrato. El 25 de octubre, BoxingScene.com informó que las negociaciones entre García y Spence estaban progresando, y que la lucha probablemente tendrá lugar en febrero de 2019 en Showtime PPV.
El 30 de octubre de 2018, García dejó su título de peso ligero de la FIB y se canceló la oferta de cartera para la posible pelea de Commey. El 13 de noviembre, PBC hizo un anuncio oficial para su calendario de 2019. Se anunció que la lucha entre García y Spence tendría lugar en el Peso Wélter en el AT&T Stadium en Arlington, Texas el 16 de marzo de 2019 exclusivamente el FOX PPV. Muchos fanáticos reaccionaron para luchar siendo anunciados. Algunos dieron la bienvenida a la pelea y elogiaron a García por "quererse de ser grandioso" y algunos fanáticos creyeron que la diferencia de tamaño sería demasiado, ya que Spence es considerado un gran  Peso Wélter. Finalmente, García fue dominado por Spence de una manera convincente, lo que resultó en una decisión unánime de 12 asaltos para Spence en la que García no pudo ganar ya que todas las tarjetas de los jueces favorecieron a Spence, Esta fue su primera derrota como profesional.

#### Contra Vargas
El 29 de febrero de 2020, García regresó al ring en Frisco, Texas después de una inactividad de casi un año. En su segundo combate en Peso Wélter, se enfrentó al ex campeón mundial en dos divisiones Jessie Vargas. Vargas fue clasificado # 4 por la OMB en Peso Wélter. En una dura batalla, García dejó caer a su oponente en la quinta ronda y obtuvo una victoria por decisión unánime, con puntajes de 114 - 113, 116 - 111 y 116 - 111. Según las estadísticas realizadas por CompuBox, García lanzó 151 de 478 ( 32% ) golpes totales lanzados, mientras que Vargas lanzó 142 golpes de 671 ( 21% ) golpes totales lanzados. En su entrevista posterior a la pelea, García declaró sus intenciones de continuar luchando en la división de Peso Wélter, diciendo: "Me encantaría luchar contra Manny Pacquiao, o una revancha con Errol Spence Jr. Ahora estoy mejor en esta división de peso. Quiero continuar compitiendo en 147 libras y buscar un título en una quinta división.

#### Contra Martín
Después de una inactividad de casi veinte meses desde su última pelea, García volvió al ring para enfrentarse al Campeón EBU Europeo de Peso Superligero, el español Sandor Martin el 16 de octubre de 2021, en Fresno, California. A pesar de ser el favorito en las apuestas previo a la pelea, García sufrió su segunda derrota profesional, cuando fue superado por decisión mayoritaria, con puntajes de 95 – 95, 93 – 97 y 93 – 97 dos a favor de Martín. En la conferencia de prensa posterior a la pelea, García dio su opinión sobre la pelea: "Pensé que era una buena pelea. Él [Martín] dio una muy buena pelea. Pensé que hice lo necesario para cerrar la brecha, presionar, buscar la pelea. Él era el que se movía, corría mucho. Me respondió varias veces, pero yo era el que buscaba activamente la pelea; Pensé que estaba adelante en las cartas."

#### Retiro
el 27 de junio del 2022 Mickey García actualizo sus redes con la frase: "Campeón mundial retirado 126, 130, 135, 140 libras" dando fin a su carrera de 16 años a sus 34 años de edad.

## Cumbre para la salud del cerebro
En febrero de 2014, García, junto con Bernard Hopkins y algunos otros atletas similares (Jake Adams), asistieron a una cumbre en el Centro Lou Ruvo para la Salud del Cerebro en el Capitolio de los Estados Unidos, en apoyo de promover la investigación para prevenir el daño cerebral y otros riesgos mentales en la actividad competitiva. La cumbre consistió en discursos sobre la prevención del daño cerebral y la investigación para ayudar a las víctimas que ya sufren.

## Campeonatos

#### Mundiales
- Campeón mundial de la WBO en Peso Pluma.
- Campeón mundial de The Ring en Peso Pluma.
- Campeón mundial Lineal en Peso Pluma.
- Campeón mundial de la WBO en Peso Superpluma.
- Campeón mundial del WBC en Peso Ligero.
- Campeón mundial de la IBF en Peso Ligero.
- Campeón mundial de la IBF en Peso Superligero.

#### Internacionales
- Campeón IBF-USBA en Peso Pluma.
- Campeón WBC-NABF en Peso Pluma.
- Campeón WBO-NABO en Peso Pluma.
- Campeón USBA en Peso Pluma.

#### Honoríficos
- Campeón Diamante del WBC en Peso Superligero.
- Campeón Diamante del WBC en Peso Wélter.

## Récord profesional
| 40 Ganadas (30 KOs), 2 Derrotas |        |                        |      |                 |            |                                                        | |
| Res.                            | Récord | Oponente               | Tipo | Rd., Tiempo     | Datos      | Localidad                                              | Notas |
| D                               | 40-2   | Sandor Martín          | MD   | 10              | 2021-10-17 | Chukchansi Park, Fresno, California                    | |
| G                               | 40-1   | Jessie Vargas          | UD   | 12              | 2020-02-29 | The Ford Center at The Star, Frisco                    | Gana el tituto Diamante del WBC en Peso Wélter                                                                                     |
| D                               | 39-1   | Errol Spence Jr.       | UD   | 12              | 2019-03-16 | AT&T Stadium, Arlington, Texas                         | Por el Título Mundial de la IBF del peso wélter.                                                                                   |
| G                               | 39-0   | Robert Easter Jr.      | UD   | 12              | 2018-07-28 | Staples Center, Los Ángeles, California                | Gana el Título Mundial de la IBF y retiene el del WBC del peso ligero.                                                             |
| G                               | 38-0   | Sergey Lipinets        | UD   | 12              | 2018-03-10 | Freeman Coliseum, San Antonio                          | Gana el Título Mundial de la IBF del peso superligero.                                                                             |
| G                               | 37-0   | Adrien Broner          | UD   | 12              | 2017-07-29 | Barclays Center, Brooklyn, Nueva York                  | Pelea en superligero. |
| G                               | 36-0   | Dejan Zlaticanin       | KO   | 3 (12), (2:21)  | 2017-01-28 | MGM Grand Garden Arena, Las Vegas, Nevada              | Gana el Título Mundial del WBC en la división ligera.                                                                              |
| G                               | 35-0   | Elio Rojas             | TKO  | 5 (10), (2:02)  | 2016-07-30 | Barclays Center, Brooklyn, Nueva York                  | Pelea en peso superligero. |
| G                               | 34-0   | Juan Carlos Burgos     | UD   | 12              | 2014-01-25 | Madison Square Garden, Nueva York, Nueva York          | Retiene el título mundial de la WBO en la división superpluma.                                                                     |
| G                               | 33-0   | Román Martínez         | KO   | 8 (12), (0:56)  | 2013-11-09 | Corpus Christi, Texas, Estados Unidos                  | Gana el título mundial de la WBO en la división superpluma.                                                                        |
| G                               | 32-0   | Juan Manuel López      | TKO  | 4 (12), (1:35)  | 2013-06-15 | American Airlines Center, Dallas, Texas                | Retiene el título mundial de The Ring en la división pluma, El título WBO lo pierde por sobrepasar en 2 lb el peso de la división. |
| G                               | 31-0   | Orlando Salido         | TD   | 8 (12)          | 2013-01-19 | Madison Square Garden, Nueva York, Nueva York          | Ganó los títulos mundiales de la WBO y de The Ring en la división pluma.                                                           |
| G                               | 30-0   | Jonathan Víctor Barros | TKO  | 8 (10), (2:24)  | 2012-11-10 | Wynn Resort, Las Vegas, Nevada                         | |
| G                               | 29-0   | Mauricio Pastrana      | KO   | 2 (10), (1:05)  | 2012-09-01 | Arena TKT Box Tour, Los Mochis, Sinaloa                | |
| G                               | 28-0   | Bernabé Concepción     | TKO  | 7 (10), (2:33)  | 2012-03-10 | Coliseo Roberto Clemente, San Juan                     | Pelea eliminatoria por el título mundial pluma de la WBO.                                                                          |
| G                               | 27-0   | Juan Carlos Martínez   | TKO  | 4 (10), (2:40)  | 2011-10-22 | Madison Square Garden, Nueva York                      | Retiene el título pluma de la NABF.                                                                                                |
| G                               | 26-0   | Rafael Guzmán          | KO   | 4 (12), (1:55)  | 2011-06-04 | Staples Center, Los Ángeles, California                | Retiene los títulos pluma de la NABF y de la NABO.                                                                                 |
| G                               | 25-0   | Matt Remillard         | RTD  | 10 (12), (3:00) | 2011-03-26 | Boardwalk Hall, Atlantic City, Nueva Jersey            | Ganó los títulos pluma de la NABF y de la NABO.                                                                                    |
| G                               | 24-0   | Olivier Lontchi        | KO   | 5 (10), (1:30)  | 2010-12-04 | Honda Center, Anaheim, California                      | |
| G                               | 23-0   | Cornelius Lock         | TKO  | 11 (12), (1:09) | 2010-08-14 | Laredo Energy Arena, Laredo, Texas                     | Pelea eliminatoria por el título mundial pluma de la IBF.                                                                          |
| G                               | 22-0   | Pedro Navarrete        | UD   | 8               | 2010-05-08 | Plaza Monumental, Aguascalientes, Aguascalientes       | |
| G                               | 21-0   | Tomás Villa            | TKO  | 1 (12), (1:07)  | 2010-04-03 | American Bank Center, Corpus Christi, Texas            | Ganó el título pluma de la USBA.                                                                                                   |
| G                               | 20-0   | Arturo Gómez           | TKO  | 5 (8), (2:35)   | 2010-01-30 | Restaurante Arroyo, Ciudad de México, Distrito Federal | |
| G                               | 19-0   | Yogli Herrera          | KO   | 3 (8), (2:19)   | 2009-12-19 | Beeghly Center, Youngstown, Ohio                       | |
| G                               | 18-0   | Carlos Rivera          | TKO  | 7 (10), (0:40)  | 2009-08-29 | QuikTrip Park, Grand Prairie, Texas                    | |
| G                               | 17-0   | Anthony Napunyi        | TKO  | 3 (10), (1:04)  | 2009-05-16 | Buffalo Bill's Star Arena, Primm, Nevada               | |
| G                               | 16-0   | Lucian González        | RTD  | 5 (8), (3:00)   | 2009-02-06 | Maywood Activity Center, Maywood                       | |
| G                               | 15-0   | Walter Estrada         | UD   | 8               | 2008-10-31 | Hard Rock Hotel and Casino, Las Vegas, Nevada          | |
| G                               | 14-0   | José Hernández         | TKO  | 8 (8), (0:24)   | 2008-08-02 | Palms Casino Resort, Las Vegas, Nevada                 | |
| G                               | 13-0   | Jae-Sung Lee           | TKO  | 4 (8), (1:14)   | 2008-06-26 | Orleans Hotel and Casino, Las Vegas, Nevada            | |
| G                               | 12-0   | Robinson Castellanos   | TKO  | 5 (?), (0:11)   | 2008-05-17 | Plaza Monumental, Aguascalientes, Aguascalientes       | |
| G                               | 11-0   | Jorge Ruiz             | TKO  | 5 (6), (1:35)   | 2008-02-16 | MGM Grand Garden Arena, Las Vegas, Nevada              | |
| G                               | 10-0   | Manuel Sarabia         | UD   | 6               | 2007-09-20 | Sagebrush Cantina, Calabasas, California               | |
| G                               | 9-0    | Reggie Sanders         | KO   | 3 (6), (2:23)   | 2007-07-13 | Congress Theatre, Chicago, Illinois                    | |
| G                               | 8-0    | Carlos Zambrano        | TKO  | 2 (6), (2:45)   | 2007-05-25 | Isleta Casino, Albuquerque, Nuevo México               | |
| G                               | 7-0    | Steve Trumble          | TKO  | 2 (6), (2:30)   | 2007-04-27 | Grand Plaza Hotel, Houston, Texas                      | |
| G                               | 6-0    | Gabriel Rangel         | TKO  | 2 (4), (1:56)   | 2007-03-09 | Dodge Arena, Hidalgo, Texas                            | |
| G                               | 5-0    | Frankie Martínez       | TKO  | 2 (4), (1:51)   | 2007-01-19 | Dodge Arena, Phoenix, Arizona                          | |
| G                               | 4-0    | Baladan Trevizo        | KO   | 1 (?), (2:18)   | 2006-12-08 | Florentine Gardens, El Monte, California               | |
| G                               | 3-0    | Mario Franco           | KO   | 2 (4), (0:52)   | 2006-09-29 | Performing Arts Center, Oxnard, California             | |
| G                               | 2-0    | Andrew Gannigan        | KO   | 1 (4), (2:19)   | 2006-08-12 | Thomas & Mack Center, Las Vegas, Nevada                | |
| G                               | 1-0    | Herrera Mendoza        | UD   | 4               | 2006-07-14 | Quiet Cannon, Montebello, California                   | Debut profesional de García. |